# Kundenprofil
Ein Kundenprofil ist das Datenabbild des Kaufverhaltens eines individuellen Konsumenten. Die mit dem Kunden durchgeführten Transaktionen werden fortlaufend in einem Datenverarbeitungssystem gespeichert und für Zwecke des Customer-Relationship-Management verwendet.

## Verwendung
Das Kundenprofil ermöglicht es Anbietern beispielsweise, Werbung individuell gezielt an den Konsumenten zu adressieren, der anhand seines im Kundenprofil gespeicherten Kaufverhaltens mit höherer, vom Durchschnitt abgehobener Wahrscheinlichkeit als Käufer für das Gut in Frage kommt.
So können durch Cross-Selling dem Kunden aufgrund der gespeicherten Kauftransaktionen andere Güter des eigenen Leistungsspektrums angeboten werden; durch das sog. Up Selling hingegen werden ihm andere, höherwertige Güter bzw. Zubehör zu den gekauften Artikeln angeboten.

## Datengewinnung
Die Gewinnung von Daten für Kundenprofile erfolgt in der Praxis z. B. mittels Kundenkarten wie Payback, HappyDigits oder auch Kreditkarten sowie über die Verfolgung, Speicherung und Verknüpfung von Nutzerdaten im Internet (Webtracking), u. a. über soziale Netzwerke wie Facebook („Like“), Twitter usw., sowie beim elektronischen Spielen („Gaming“, siehe auch „Gamifikation“), darüber hinaus über die Verwendung von Daten, die im „Internet der Dinge“ gewonnen werden können.

## Vorteile für den Kunden
Das Profil bietet dem Kunden den Vorteil, dass er „personalisierte“ Werbung erhält, die sich auf Produkte und Leistungen bezieht, die seinem bisherigen Kaufverhalten zufolge am ehesten seinen Bedürfnissen und seinem Geschmack entsprechen könnten.

## Kritik
Ein Kundenprofil ist datenschutzrechtlich jedoch nicht unbedenklich. Ein Beispiel: Ein Kundenkarteninhaber kaufte bislang Familien- und Babyartikel, ersetzt diese nun plötzlich durch Alkohol und Fertiggerichte. Eine Analyse seines Kaufverhaltens lässt nun vermuten, dass er eventuell eine Trennung durchleben musste.
Kundenprofile können zur Preisdifferenzierung zu Lasten der Konsumenten verwendet werden.
Deshalb unterliegen die Erstellung und die Arbeit mit Kundenprofilen in Deutschland im Vergleich zu beispielsweise den USA strengeren rechtlichen Beschränkungen.